# 基雷姆·拉坦泰斯
基雷姆·拉坦泰斯（Guillaume Latendresse，1985年5月24日—），冰球运动员，出生于魁北克的圣卡特琳娜，身高6英尺3英寸，体重222磅，现效力于国家冰球联盟的蒙特利尔加拿大人队。之前效力于魁北克青少年冰球联盟的得蒙威尔队。